# 未確認進行式
《未確認進行式》，是日本漫畫家荒井切利以四格漫畫形式發表的日本漫畫作品，在一迅社旗下發行的雜誌《漫畫4格 Palette》2009年6月號中開始連載。全12集電視動畫於2014年1月至3月播放。

## 故事簡介
過著普通生活的高中女生——夜之森小紅，在迎接16歲生日時，從媽媽口中得知了一件驚人的禮物。與小紅有著婚約的少年——三峰白夜與其妹妹三峰真白將要一起住在同個屋簷下，三人與小紅的姊姊——夜之森紅緒之間的奇妙同居生活就此揭開序幕。

## 登場角色
登場角色除三峰以外，姓氏皆取自福島縣內常磐線車站站名。
夜之森小紅（聲：照井春佳）
本作主角。16歲，擁有巨乳、安產型的身材，但本人相當介意這種體型。體質虛弱。
校內成績一般。是個運動白痴。
喜歡白夜。
家事萬能，在家裡負責製作三餐。
在校園內小紅的人氣也相當高，只是小紅自己沒有察覺而已。
小時候就見過白夜，但因為發生事故失憶而想不起來，僅有些許印象。不知為何特別能從白夜木訥的表情中讀出他的心情。
由於白夜將自身的力量分給小紅，與人類的體質相衝，所以常常生病。
姓氏取自夜之森車站。
夜之森紅緒（聲：松井惠理子）
比小紅大二歲的姐姐。成績優秀、文武雙全的美少女，但是料理及洗衣服之類的家事不拿手。
非常喜歡可愛的東西。重度妹控，幼年時相當溺愛小紅。現在對象變成真白，被真白視為天敵。連真白的媽媽都可以控。
因為成績常常第一，擅長運動，且擔任學校的學生會長（此時會戴眼鏡）而受到所有人的愛戴。
三峰白夜（聲：羽多野涉）
與小紅有婚約，並來到小紅家裡居住的少年。故鄉是連紅綠燈都沒有的鄉下。
與小紅同年，高個子，不太說話，被瀏海遮住的地方有個傷疤。喜歡小紅。因為小時候被小紅摸過頭，所以常常摸小紅的頭，但是過於直接的言行常讓小紅不知所措。
不喜歡吃甜點，只有小紅做的才會吃。
在校成績時好時壞，記憶力很好，但是應用題不在行。
小時候見過小紅，發生事故時將自身力量分給小紅一半而保住其性命，因此算是小紅的救命恩人。
不是人類，可以隨心所欲地變成各種樣子。
三峰真白（聲：吉田有里）
白夜的妹妹，小紅的小姑。非常討厭納豆、山藥、蔓菁等食物，憧憬西餐。害怕宇宙人，但也因此而產生興趣。
擔心從鄉下搬到小紅家居住的白夜，因此也一同搬到小紅家生活。
年齡雖然是小學生，但由於「三峰家的力量」而能轉學到小紅和白夜的班級就讀，不過也因此成績不太理想。
不是人類，可以隨心所欲地變成各種樣子。
夜之森茜（聲：渡部優衣）
小紅與紅緒的母親，與丈夫離婚後一肩挑起養育女兒的責任。
工作繁忙，家事都由小紅負責。
知道三峰一族非人類的秘密。
桃內真由羅（聲：愛美）
小紅的好朋友。性格文靜。戴著眼鏡。看似大而化之的天然呆，實際上觀察力很敏銳，相當懂得察顏觀色。
家裡是製造糖果的。是夜之森與三峰兩家之外，最早知道小紅及白夜婚約關係的人。
姓氏取自桃內車站。
鹿島撫子（聲：佐倉綾音）
學生會副會長，紅緒的同學與好朋友。
性格無口，做事態度冷靜穩重，會制止因為喜愛真白而暴走的紅緒。
姓氏取自鹿島車站。
大野仁子（聲：角元明日香）
新聞社成員，1年級生。與木葉是好朋友。
以「學校第一人氣者妹妹」的視點追逐小紅的行動。
總是很有幹勁，並以成為新聞社社長為目標。
姓氏取自大野車站。
末續木葉（聲：藤田咲）
學生會書記，1年級生。與仁子是好朋友。
當初剛搬到這個鎮上因為不習慣而感到困擾時，曾受到紅緒的幫助，進而開始崇拜紅緒，之後追隨紅緒的腳步入學並加入學生會。對身為紅緒親妹妹的小紅感到嫉妒，現在則把矛頭轉向真白。
與三峰一族是同類。本來對白夜並無興趣，但由於族人稀少，被母親吩咐「一旦遇到同類的異性就必須盡快占有」而對他展開追求。
姓氏取自末續車站。
三峰白雪（聲：駒形友梨）
白夜及真白的母親，穿著和服的嬌小美女，有著不像已經生過兩個孩子的年幼外貌。
口風很差，將三峰一族非人類的秘密洩漏給小紅等人知道。
對食物沒有抵抗力，在拜訪夜之森家前買了一堆和菓子與點心。
不是人類，可以隨心所欲地變成各種樣子。

## 出版書籍
| 卷數 | 一迅社         | 一迅社                                                            | 東立出版社    | 東立出版社             |
| 卷數 | 初版發售日期   | ISBN                                                              | 初版發售日期  | ISBN                   |
| ---- | -------------- | ----------------------------------------------------------------- | ------------- | ---------------------- |
| 1    | 2010年7月22日  | ISBN 978-4-7580-8088-0                                            | 2013年2月15日 | ISBN 978-986-317-560-5 |
| 2    | 2011年10月22日 | ISBN 978-4-7580-8135-1                                            | 2013年4月16日 | ISBN 978-986-317-561-2 |
| 3    | 2012年11月22日 | ISBN 978-4-7580-8161-0                                            | 2014年12月2日 | ISBN 978-986-324-603-9 |
| 4    | 2013年12月28日 | ISBN 978-4-7580-8195-5（限定版） ISBN 978-4-7580-8194-8（通常版） | 尚未出版      | 尚未出版               |
| 5    | 2014年3月28日  | ISBN 978-4-7580-8199-3（特裝版） ISBN 978-4-7580-8198-6（通常版） | 尚未出版      | 尚未出版               |
| 6    | 2015年3月20日  | ISBN 978-4-7580-8229-7（特裝版） ISBN 978-4-7580-8228-0（通常版） | 尚未出版      | 尚未出版               |
| 7    | 2016年3月22日  | ISBN 978-4-7580-8261-7（特裝版） ISBN 978-4-7580-8260-0（通常版） | 尚未出版      | 尚未出版               |
| 8    | 2017年5月22日  | ISBN 978-4-7580-8287-7（特裝版） ISBN 978-4-7580-8286-0（通常版） | 尚未出版      | 尚未出版               |
| 9    | 2018年7月21日  | ISBN 978-4-7580-8309-6（特裝版） ISBN 978-4-7580-8308-9（通常版） | 尚未出版      | 尚未出版               |
| 10   | 2019年7月22日  | ISBN 978-4-7580-8324-9（特裝版） ISBN 978-4-7580-8323-2（通常版） | 尚未出版      | 尚未出版               |
| 11   | 2020年7月22日  | ISBN 978-4-7580-8349-2（特裝版） ISBN 978-4-7580-8348-5（通常版） | 尚未出版      | 尚未出版               |
| 12   | 2021年6月22日  | ISBN 978-4-7580-8365-2（特裝版） ISBN 978-4-7580-8364-5（通常版） | 尚未出版      | 尚未出版               |
| 13   | 2022年4月21日  | ISBN 978-4-7580-6972-4（特裝版） ISBN 978-4-7580-6971-7（通常版） | 尚未出版      | 尚未出版               |
| 14   | 2023年2月27日  | ISBN 978-4-7580-8409-3（通常版） ISBN 978-4-7580-8410-9（特裝版） | 尚未出版      | 尚未出版               |
| 15   | 2023年9月27日  | ISBN 978-4-7580-8449-9（通常版） ISBN 978-4-7580-8450-5（特裝版） | 尚未出版      | 尚未出版               |

## 電視動畫
2013年9月宣布製作電視動畫。2014年1月至3月在TOKYO MX、BS11等台首播。全12話+OVA2話。故事內容改編到原作第5冊為止，劇情發展與原作多少有些不同，還有第12話（最終回）為動畫原創劇情。

### 製作人員
- 原作：荒井切利（一迅社《漫畫4格KINGS Palette（日语：まんが4コマぱれっと）》刊）
- 總製作人：藤田雅規、井熊勝博
- 製片人：吉澤隆、古屋敦史、清水美佳、鎌田肇、吉川敦史、松村俊輔、大室正勝（日语：大室正勝）
- 導演：藤原佳幸
- 劇本統籌、編劇：志茂文彥
- 人物設定：菊池愛
- 道具設定：久保茉莉子、松本惠
- 總作畫監督：菊池愛、尾尻進矢
- 美術監督：川口正明
- 色彩設計：石黑
- 攝影監督：桒野貴文
- 剪輯：平木大輔
- 音響監督：濱野一三
- 音樂：市川淳（日语：市川淳）
- 音響製作：DAX Production（日语：ダックスインターナショナル）
- 音樂製作：東寶
- 音樂製作人：三上政高
- 動畫製作：動畫工房
- 製作：未確認進行式製作委員會

### 主題曲
片頭曲「（疑惑→食谱）」
作詞、作曲、編曲：Junky
主唱：〈夜之森小紅（照井春佳）、夜之森紅緒（松井惠理子）、三峰真白（吉田有里）〉
第1話當作片尾曲使用，第5話未使用。
片尾曲「（真白世界）」（第2話－第11話）
作詞、作曲、編曲：Junky
主唱：〈夜之森小紅（照井春佳）、夜之森紅緒（松井惠理子）、三峰真白（吉田有里）〉
第12話未使用。
插入歌「（真正的感情）」
作詞：小寺可南子／作曲、編曲：市川淳／主唱：夜之森小紅（照井春佳）
第12話當作插入曲使用。

### 各話列表
| 話數 | 日文標題 | 中文標題                     | 分鏡     | 演出            | 作畫監督                                 |
| ---- | -------- | ---------------------------- | -------- | --------------- | ---------------------------------------- |
| #01  |          | 凡事開頭最重要               | 藤原佳幸 | 藤原佳幸        | 久保茉莉子、曾我篤史                     |
| #02  |          | 有個蘿莉小姑也不壞           | 博多正壽 | 渡邊正彥        | 尾尻進矢、                               |
| #03  |          | 感覺到了戀愛喜劇的波動       | 吉川博明 | 佐佐木奈奈子    | 菊永千里                                 |
| #04  |          | 她只是個變態                 | 川崎逸朗 | 則座誠          | 曾我篤史、手島典子                       |
| #05  |          | 已經是生產過的婦女了         | 小寺勝之 | 矢花馨 江口大輔 | 伊藤大翼 市原圭子                        |
| #06  |          | 對了，就用小姑來填補吧       | 吉川博明 | 越田知明        | 大澤美奈                                 |
| #07  |          | 這個是這個，那個是那個       | 小寺勝之 | 渡邊正彥        | 久保茉莉子 佐藤綾子                      |
| #08  |          | 妹妹的悲傷要由妹妹來醫       | 博多正壽 | 深瀨重 新田義方 | 渡邊祐記、世良 小宮山由美子、金子匡邦    |
| #09  |          | 真是屈辱，被羞辱了           | 福田道生 | 渡邊正彥        | 久保茉莉子、市原圭子 伊藤大翼、善似郎    |
| #10  |          | 查查嬌期這個字的意思         | 川畑喬   | 矢花馨          | 久保茉莉子、橋口隼人 小松真梨子          |
| #11  |          | 沉浸在手帕帶來的喜悅         | 吉川博明 | 則座誠          | 菊永千里、Kim Yi Sung 海保仁美、菊池正芳 |
| #12  |          | 知道了嗎？我知道了           | 藤原佳幸 | 藤原佳幸        | 菊池愛、天崎 久保茉莉子、尾尻進矢        |
| OVA1 |          | 看，那就是我們所住的旅館哦。 | 吉川博明 | 佐佐木奈奈子    | 菊永千里、海保仁美                       |
| OVA2 |          | 鴨肉有著綠一般的味道呢。     | 吉川博明 | 佐佐木奈奈子    | 菊永千里、海保仁美                       |

### 播放電視台
日本深夜動畫：下文記載的日本国内播放時間使用日本標準時間（UTC+9）表示。因為部分時間标识會採用30小时制，因此請留意这类超过24:00的时间，其實際播放時間為翌日清晨。
| 播放地區   | 播放電視台     | 播放日期               | 播放時間（UTC+9）         | 所屬聯播網 | 備註                         |
| ---------- | -------------- | ---------------------- | ------------------------- | ---------- | ---------------------------- |
| 近畿廣域圈 | 朝日放送       | 2014年1月8日－3月26日  | 星期三 26時13分－26時43分 | 朝日電視網 | 『星期三動畫〈水MON〉』第1部 |
| 日本全國   | AT-X           | 2014年1月9日－3月27日  | 星期四 21時30分－22時00分 | 衛星電視   | 有重播                       |
| 東京都     | TOKYO MX       | 2014年1月9日－3月27日  | 星期四 22時00分－22時30分 | 獨立局     |                              |
| 日本全國   | 萬代頻道       | 2014年1月12日－3月30日 | 星期日 22時00分 更新      | 網路電視   |                              |
| 日本全國   | Niconico生放送 | 2014年1月12日－3月30日 | 星期日 22時00分－22時30分 | 網路電視   |                              |
| 日本全國   | Niconico頻道   | 2014年1月12日－3月30日 | 星期日 22時30分 更新      | 網路電視   |                              |
| 日本全國   | BS11           | 2014年1月12日－3月30日 | 星期日 24時30分－25時00分 | 衛星電視   | 『ANIME+』時段               |
| 日本全國   | d動畫商城      | 2014年1月19日－4月6日  | 星期日 12時00分 更新      | 網路電視   |                              |

### BD／DVD
| 卷數 | 發行日期      | 收錄話         | 規格編號   | 規格編號   | 規格編號 |
| 卷數 | 發行日期      | 收錄話         | BD         | DVD        |          |
| ---- | ------------- | -------------- | ---------- | ---------- | -------- |
| 1    | 2014年3月19日 | 第1話－第2話   | TBR-24171D | TDV-24177D |          |
| 2    | 2014年4月16日 | 第3話－第4話   | TBR-24172D | TDV-24178D |          |
| 3    | 2014年5月14日 | 第5話－第6話   | TBR-24173D | TDV-24179D |          |
| 4    | 2014年6月18日 | 第7話－第8話   | TBR-24174D | TDV-24180D |          |
| 5    | 2014年7月16日 | 第9話－第10話  | TBR-24175D | TDV-24181D |          |
| 6    | 2014年8月20日 | 第11話－第12話 | TBR-24176D | TDV-24182D |          |

## 外部連結
- 一迅社WEB－《未確認進行式》特設網站 （页面存档备份，存于） （日語）
- 《未確認進行式》|Palette online | 一迅社Online （页面存档备份，存于） （日語）
- 電視動畫《未確認進行式》官方網站 （页面存档备份，存于） （日語）
- 朝日放送《未確認進行式》官方網站 （页面存档备份，存于） （日語）
- 電視動畫《未確認進行式》的X（前Twitter）